# Damián de Molokai
Damián de Molokai, SS.CC., también conocido como Padre Damián, cuyo nombre de nacimiento fue Jozef de Veuster (Tremelo, Reino de Bélgica, 3 de enero de 1840-Molokai, Reino de Hawái, 15 de abril de 1889), fue un misionero católico belga de la Congregación de los Sagrados Corazones que dedicó su vida al cuidado de los leprosos de la isla de Molokai.
Para los católicos, el Padre Damián es el patrón espiritual de los leprosos, de los marginados, incluyendo a los enfermos de sida, y del Estado de Hawái. El día del Padre Damián es celebrado cada año el 15 de abril en Hawái. El día de fiesta en conmemoración del Padre Damián en la Iglesia católica se realiza el día 10 de mayo. Fue beatificado en 1995 y canonizado el 11 de octubre de 2009. 
El 1 de diciembre de 2005 el Padre Damián fue elegido el belga más grande de todos los tiempos en una encuesta realizada por la emisora de televisión Canvas y el periódico De Standaard.

## Biografía

### Infancia

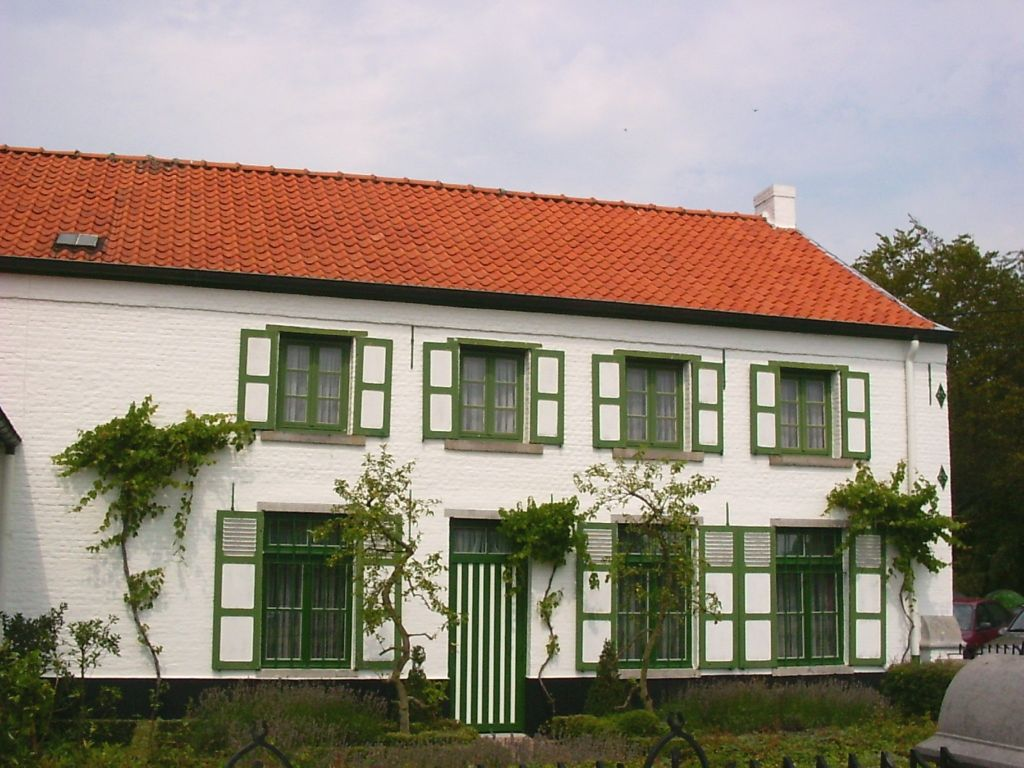
Casa donde nació.

Jozef de Veuster nació en Tremelo (Bélgica), hijo de un matrimonio de campesinos profundamente católicos, siendo el séptimo de ocho hermanos (de los cuales, la mitad abrazaría la vida religiosa: dos varones en la padres de los Sagrados Corazones y dos mujeres en las ursulinas). A los trece años tendría que abandonar la escuela para trabajar en la granja familiar, misma que su padre planeaba dejar a cargo del joven Jozef una vez que aprendiera a manejar el negocio; es con dicho objetivo en vista que, una vez cumplidos los dieciocho años, fue enviado a estudiar a la ciudad valona de Braine-le-Comte, con la finalidad de que aprendiese francés, idioma que era indispensable para aquellos que deseaban dedicarse al comercio en la Bélgica de esos años. Es en esa ciudad en la que, luego de escuchar a unos padres redentoristas que se encontraban allí en una misión, sintió el llamado a la vida religiosa.

Seguramente no me impediréis abrazarla; pues si Dios me llama, yo debo obedecer (…). Como sabéis, queridos padres, la elección del estado de vida al que Dios nos llama es decisiva para nuestra felicidad más allá de esta vida. No os entristezcáis, pues, por mí
San Damián, carta a sus padres (navidad de 1858)

El 2 de febrero de 1859 ingresó como novicio de la Congregación de los Sagrados Corazones en la ciudad de Lovaina, tomando el nombre de Damián y siguiendo los pasos de su hermano mayor Augusto, quien adoptó en la congregación el nombre de Pánfilo. Dado que contaba con una formación insuficiente para acceder al sacerdocio, fue aceptado únicamente como «hermano corista», pero gracias a lecciones dadas por su hermano aprendió rápidamente las primeras nociones de latín, lo que dio confianza suficiente a sus superiores para permitirle iniciar su formación sacerdotal; así, en 1860, se trasladó a la ciudad francesa de Issy para terminar su noviciado, pronunciando sus primeros votos en la capilla de la casa madre en la calle Picpus de París, para luego continuar con sus estudios en dicha ciudad y en Lovaina.
En 1863, su hermano Augusto, quien había sido destinado a la misión en las islas Hawái, fue afectado por el tifus, lo que le imposibilitó viajar. Damián obtuvo el permiso del superior general de París para reemplazarlo. En noviembre de 1863, Damián partió desde Bremen (Alemania) en el buque R. M. Wood con destino al archipiélago de Hawái en el océano Pacífico.

### Misionero en Hawái

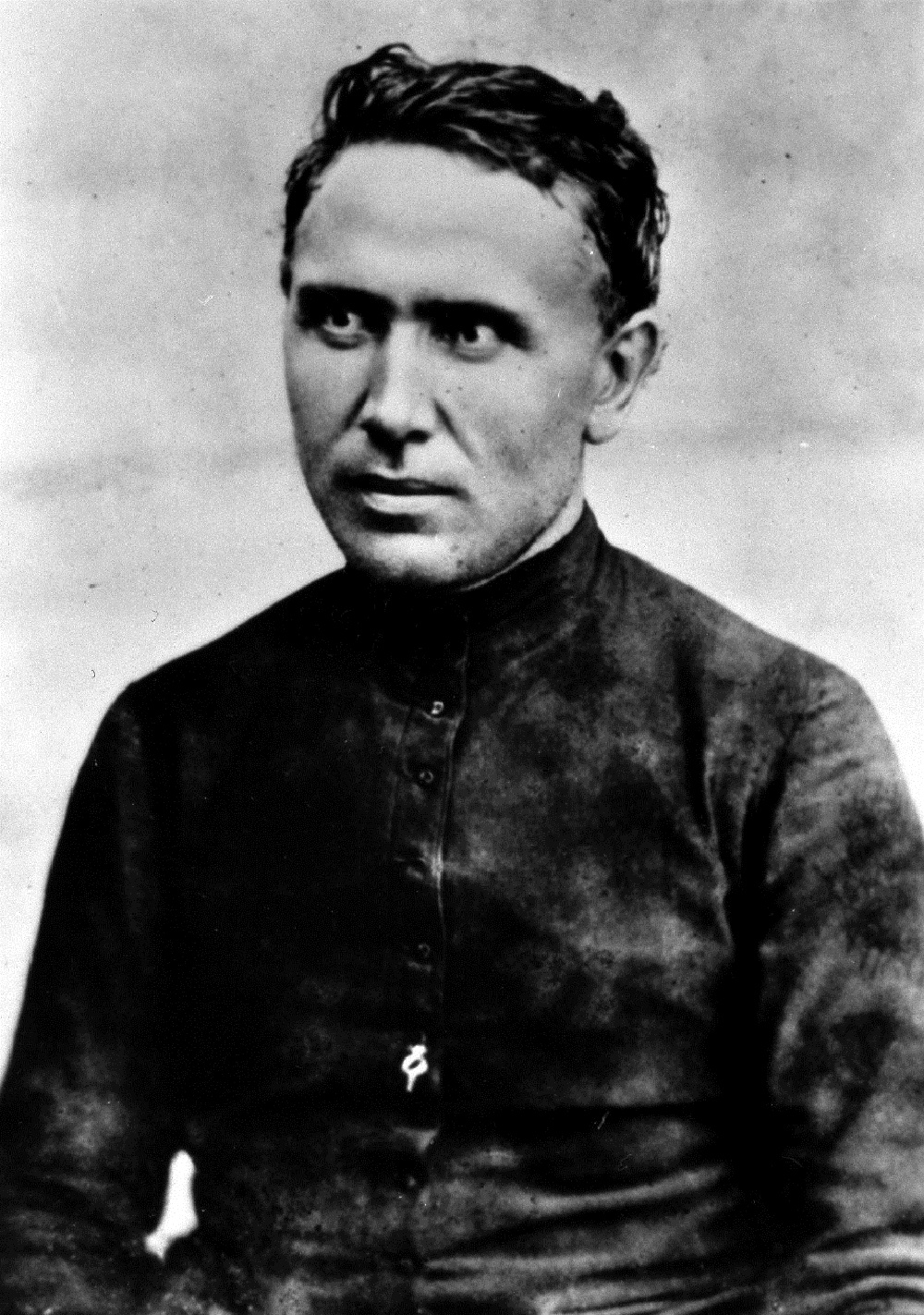
Fotografía de Damián de Veuster en 1878

El 19 de marzo de 1864 llegó al puerto de Honolulu, en el interior de la ciudad de Honolulu, como misionero. Allí, Damián fue ordenado sacerdote el 24 de marzo de 1864 en la catedral-basílica de Nuestra Señora de la Paz, una iglesia establecida por su orden religiosa. Trabajó en varias parroquias en la isla de Oʻahu en una época en que el reino sufría una crisis sanitaria.
Los nativos hawaianos se vieron afectados por enfermedades que inadvertidamente introdujeron los comerciantes estadounidenses y europeos, y los inmigrantes chinos que iban a trabajar en las plantaciones. Miles murieron por la gripe y la sífilis, y por otras enfermedades que nunca antes habían afectado a los hawaianos. Esto incluyó la plaga de la lepra. Temeroso de que se esparciera la plaga, el rey Kamehameha IV segregó a los leprosos del reino, trasladándolos a una colonia establecida para ellos en el Norte, en la isla de Molokaʻi. La Royal Board of Health los proveyó con suministros y comida, pero no tenían todavía los medios apropiados para ayudarles médicamente. En 1865 el Padre Damián fue asignado a la Misión Católica en el Norte de Kohala en la misma isla de Hawái. Mientras que monseñor Louis Maigret, vicario apostólico, creía que los leprosos necesitaban por lo menos un sacerdote que pudiera cubrir sus necesidades religiosas y asistirlos con los sacramentos, él sabía que tal asignación podía ser potencialmente una sentencia de muerte. Después de pensarlo durante un tiempo, el Padre Damián solicitó a Maigret permiso para ir a Molokaʻi.

### Colonia de la muerte

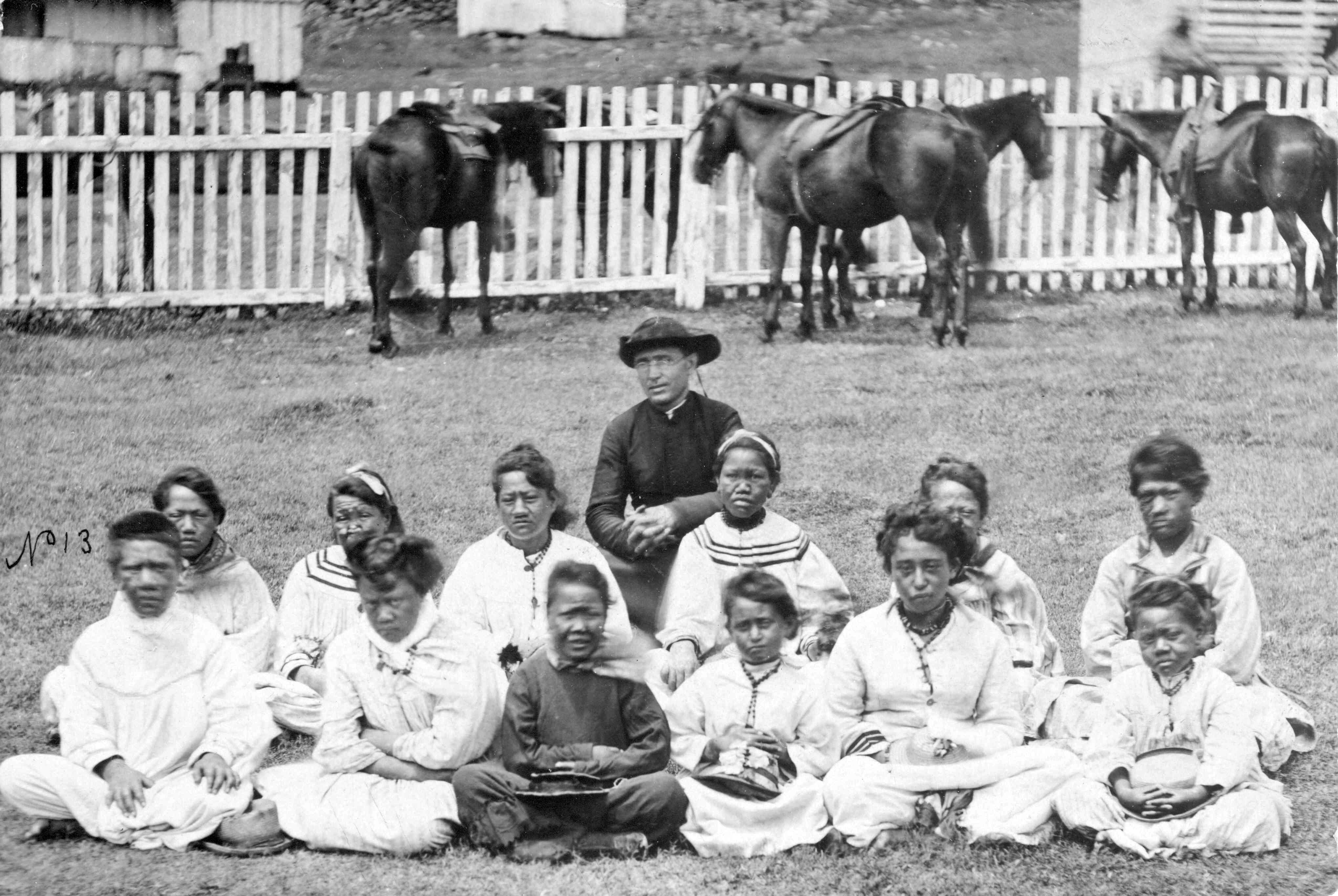
El padre Damián, con las niñas del coro de Kalawao en la década de 1870.

A comienzos de 1866 fueron embarcadas las primeras víctimas de lepra a Kalaupapa, donde residieron durante siete años antes de la llegada del Padre Damián, el 10 de mayo de 1873. El obispo Maigret presentó a Damián a los colonos como "uno que será un padre para ustedes, y que los ama de tal manera que no tiene vacilaciones en volverse uno de ustedes; vivir y morir con ustedes". El lugar estaba rodeado de montañas. Había seiscientos leprosos viviendo en Kalaupapa. La primera misión que se impuso Damián fue construir una iglesia y establecer una parroquia consagrada a santa Filomena.
Los sociólogos argumentaron ante la Curia Romana, en el procedimiento para su santidad, que Damián fue enviado a una “colonia de la muerte” donde la gente se veía forzada a pelear unos contra otros para lograr sobrevivir. El reino no planeó que el lugar se convirtiera en esta “colonia de la muerte”, pero el gobierno fue negligente en proveer recursos y apoyo médico, contribuyendo así a sembrar el caos en el lugar. La llegada de Damián se ve como un punto de inflexión para la comunidad. Bajo su liderazgo, las leyes básicas se restablecieron, se volvieron a pintar las casas, se volvió a trabajar en las granjas y se convirtieron algunas de ellas en colegios.

### Real Orden de Kalākaua I

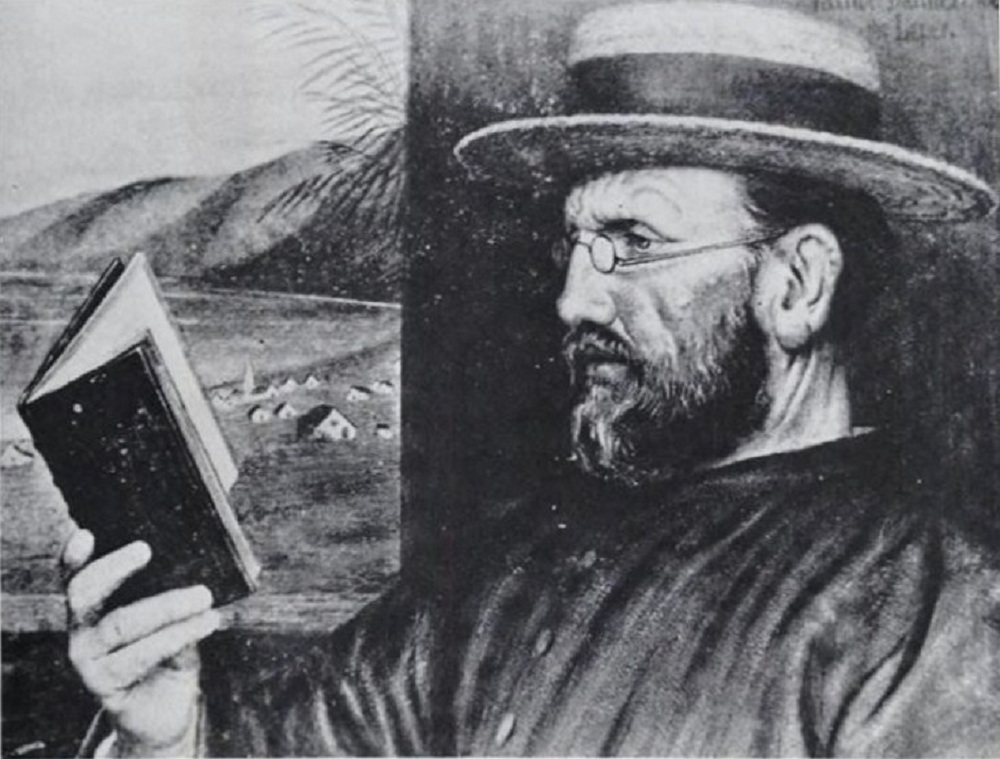
El padre Damián de Veuster en diciembre de 1888, óleo de Edward Clifford.

El rey David Kalākaua de Hawái invistió a Damián con el honor de Caballero Comandante de la Real Orden de Kalākaua I (Knight Commander of the Royal Order of Kalākaua I). Cuando su hermana y heredera, la princesa Lydia Liliʻuokalani, visitó el establecimiento para entregar la condecoración, las crónicas reflejan que se conmovió de tal manera, y sintió como si se le rompiera el corazón, que le resultó imposible leer su discurso. La princesa compartió esta experiencia con el mundo aclamando los esfuerzos del Padre Damián. Consecuentemente, el nombre de Damián y su trabajo fueron conocidos en los Estados Unidos y en Europa. Los protestantes americanos consiguieron una gran suma de dinero para la misión. La Iglesia de Inglaterra envió comida, medicina, ropas y suministros. Se cree que el Padre Damián nunca se colgó la medalla que le otorgaron, aunque fue puesta a su derecha en su lecho de muerte.

### Muerte

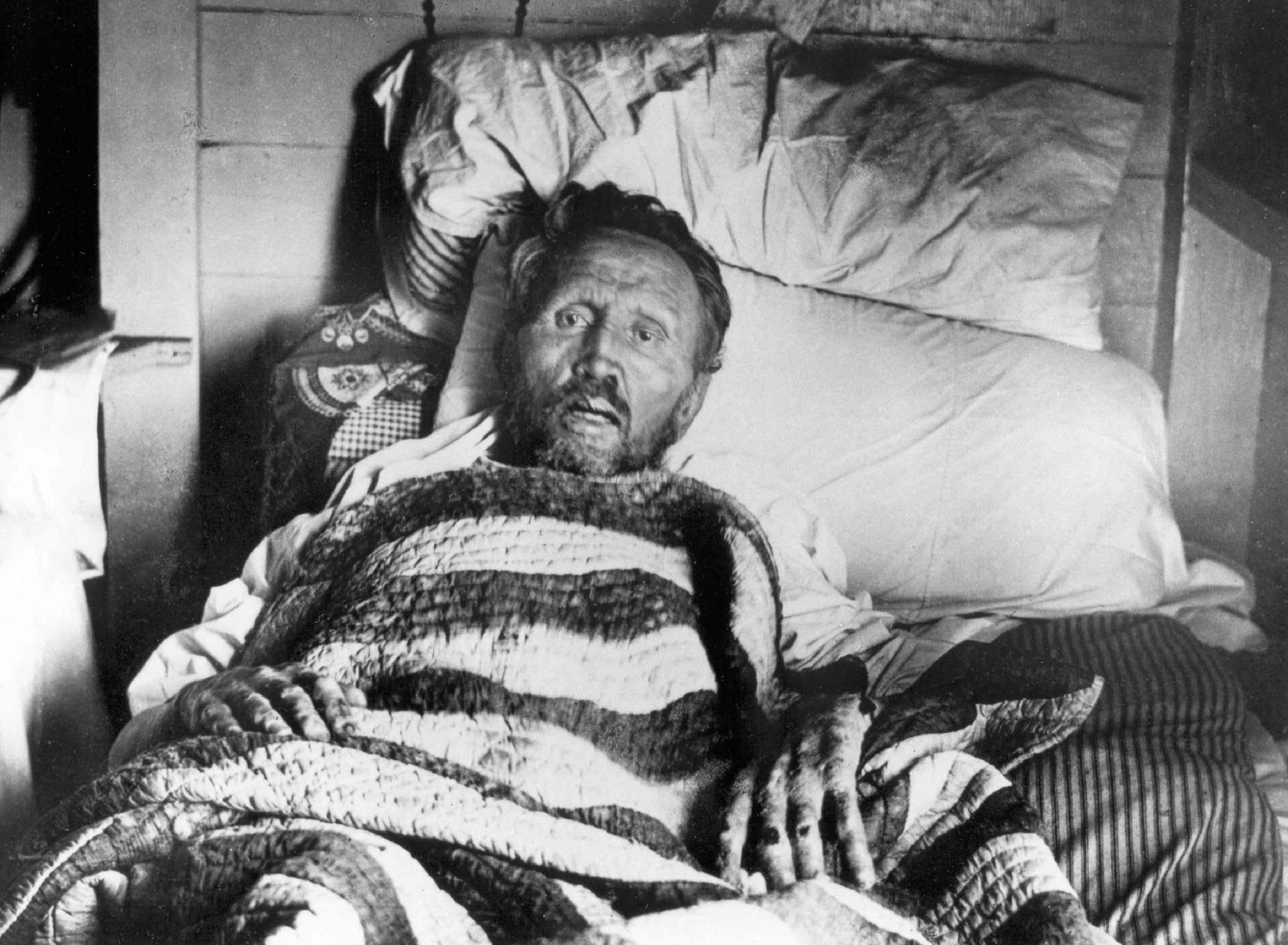
Damián de Molokai en su lecho de muerte, fotografiado el 14 de abril de 1889, un día antes de su fallecimiento.

En diciembre de 1884, mientras preparaba su baño, Damián observó que se había causado serias heridas en la piel al introducir sus pies en agua hirviendo, pero había sido incapaz de sentir el calor; de esa manera se dio cuenta de que se había contagiado la lepra. A pesar del descubrimiento, los residentes señalan que el Padre trabajó incansable construyendo cuantas casas pudo y planificó la continuación del programa que había creado para cuando él se hubiera ido. Su muerte le llegó cinco años después, en 1889, a los 49 años de edad.
Su restos mortales fueron trasladados en 1936 a Bélgica y reposan en la Iglesia de la Congregación en Lovaina. Cuando, en 1959, Hawái se convirtió en el estado número 50 de los Estados Unidos, los representantes del pueblo hawaiano escogieron a Damián para que su estatua los representara en el Capitolio de Washington.

## Repercusiones

### Robert Louis Stevenson
El escritor escocés Robert Louis Stevenson publicó una carta abierta en Sidney, Australia, el 25 de febrero de 1890, contra el reverendo Dr. C. M. Hyde, de Honolulu, en Hawái, a raíz de la opinión sustentada por el religioso presbiteriano, quien lanzó poco después de la muerte del Padre Damián opiniones que desacreditaban al misionero belga. Esta carta abierta sentó las bases de su fama internacional en el mundo angloparlante.

### León Tolstói y Mahatma Gandhi
León Tolstói hizo referencia a «las hazañas del Padre Damián» en su libro El reino de Dios está en vosotros, como parte de su extensa argumentación para enfatizar «la contradicción entre nuestra vida y nuestra conciencia cristiana».

[...] nosotros, que apreciamos a los pensadores, filántropos, poetas y científicos de otras naciones; nosotros, que nos enorgullecemos de las hazañas de Damián, como si fueran propias;[...]

Mahatma Gandhi declaró que el padre Damián fue una inspiración para sus campañas sociales en la India, que lograron la libertad de su pueblo y aseguraron la ayuda para los necesitados. T.N. Jagadisan citó a Gandhi en su libro Mahatma Gandhi Answers the Challenge of Leprosy [Mahatma Gandhi responde al desafío de la lepra]:

«El mundo político y periodístico puede presumir de muy pocos héroes que se puedan comparar con el padre Damián de Molokai. La Iglesia católica, por el contrario, cuenta por miles los que, siguiendo el ejemplo del P. Damián, se han dedicado a las víctimas de la lepra. Vale la pena buscar las fuentes de tal heroísmo.»

### De Grootste Belg
De Grootste Belg [El belga más grande] fue una votación de 2005 realizada por la emisora de televisión pública belga Canvas, la emisora de radio pública Radio 1 y el periódico De Standaard para determinar quién fue el belga más grande de todos los tiempos. Los nominados debían haber vivido entre los años 50 a. C. y 2005, dentro de las fronteras de la actual Bélgica (esto se debe a que numerosos personajes históricos de, por ejemplo, los Países Bajos españoles, se consideran belgas). Se publicó en línea una lista inicial de 111 nombres (100 decididos por un panel y 11 agregados por el público después de una encuesta preliminar). La gente votó por sus favoritos para reducir la lista inicial a una lista corta de diez candidatos. El 1 de diciembre de 2005, el padre Damián fue anunciado como el ganador de la encuesta De Grootste Belg, al superar a personalidades como Paul Janssen, Eddy Merckx, Andreas Vesalio y Pedro Pablo Rubens, entre otros.

## Canonización
Refiriéndose al santo apóstol de los leprosos, el papa Benedicto XVI recordó, en flamenco, a este misionero que culminó su apostolado en la caridad, en la isla hawaiana de Molokai. Luego, en francés, señaló que esta canonización coincidía con el vigésimo aniversario de otro santo belga, el hermano Mutien-Marie:

«...Siguiendo a san Pablo, san Damián nos impulsa a elegir las buenas batallas (cf 1 Tim 1,18). No aquellas que llevan a la división, sino las que unen. Nos invita a abrir los ojos sobre las lepras que, aún hoy, desfiguran la humanidad de nuestros hermanos y que apelan más que a nuestra generosidad, a la caridad de nuestra presencia de servicio...»
Homilía de Benedicto XVI el día de su canonización.

## Distinciones honoríficas

Desde el 4 de enero de 1995, la figura del padre Damián de Molokai acompaña como imagen paraheráldica al escudo propiamente dicho de Tremelo, el municipio belga donde nació.

- Caballero Comandante de la Real Orden de Kalākaua I (Reino de Hawái, 15/09/1881).
- Santo patrón del municipio filipino de Ambaguio en la provincia de Nueva Vizcaya.

## En la cultura popular
La historia del Padre Damián fue llevada al cine en varias películas:
- The Great Heart (1938). Cortometraje de David Miller.
- Molokai, la isla maldita (1959), en la que Damián fue interpretado por el actor español Javier Escrivá.
- Father Damien: The Leper Priest (1980). Película para televisión en la que Damián fue interpretado por el actor Ken Howard.
- Molokai: The Story of Father Damien (1999). Fue interpretado por el actor David Wenham.
- Corazón de Héroe: Padre Damián de Veuster (2021). Película argentina hecha por Splendor Producciones.

También fue llevada a la literatura:
- El apóstol de los leprosos. Libro en el que se relata la vida del santo desde su infancia a su muerte.

En la ciudad de Barcelona (España), un colegio de su congregación (SS.CC.) lleva su nombre. Está ubicado en el barrio de Sarriá y está reconocido como uno de los cien mejores centros de educación en España.
En Argentina, existe un Centro Cultural con su nombre que le brinda homenaje.
En Perú, dentro del Colegio de los SS.CC. Recoleta, la casa de retiro lleva su nombre.
En Madrid, distrito de Chamartín, figura la calle del Padre Damián, dedicada al eminente religioso de la congregación de los Sagrados Corazones de Jesús y de María, quien dedicó su vida a los leprosos de Molokai.